# Salto di Fondi
Salto di Fondi, talvolta indicata anche come Salto, è una frazione del comune laziale di Fondi, in Provincia di Latina. Essa è composta dalle località di Rio Claro e Salto Covino.

## Storia
Originariamente costituita da due piccole contrade rurali, la frazione si è espansa urbanisticamente tra gli anni '60 e '70 del XX secolo, così come avvenuto in numerose località Italiane. La ragione principale fu dovuta al turismo balneare, con la costruzione di strutture ricettive quali alberghi, seconde case e stabilimenti balneari.

## Geografia
Salto di Fondi si estende per circa 3 km lungo il litorale tirrenico, tra le frazioni costiere fondane di Selvavetere e Sant'Antonio, a pochi km a sud del Lago di Fondi, nel cui parco naturale è parzialmente ricompresa. La contrada Rio Claro si estende sulla costa, ad entrambi i lati del Canale Sant'Anastasia, mentre Salto Covino si trova più all'interno, sulla strada che dal litorale porta al Lago.
La frazione è parte della Piana di Fondi ed è situata ad 11 km ad est di Terracina, 8,5 km ad ovest di Sperlonga, 12 km a sud di Fondi e 14 a sud di Monte San Biagio. È inoltre grossomodo equidistante da Roma (110 km a nord) e Napoli (117 km a sud).

## Cultura
Nel film Prepotenti più di prima (Mario Mattoli, 1959), i due protagonisti Aldo Fabrizi e Nino Taranto, nel cercare un punto equidistante fra Roma e Napoli dove trovare una balia per il nascituro nipote, individuano Rio Claro, effettivamente a metà strada fra le due città. Successivamente vi sono ambientate alcune scene in una masseria agricola, laddove tra i parenti della balia figurano anche Elena Fabrizi (la "Sora Lella") e Carlo Pisacane ("Capannelle").

## Infrastrutture e trasporti
Salto di Fondi è attraversato dalla Strada statale 213 Via Flacca, che collega Terracina con Gaeta e Formia e, tramite l'allaccio con la Strada statale 7 Via Appia presso Terracina, ha un collegamento piuttosto celere anche con Latina. La stazione ferroviaria più vicina dista 10 km ed è quella di Fondi-Sperlonga, sulla linea Roma-Formia-Napoli.

## Galleria d'immagini

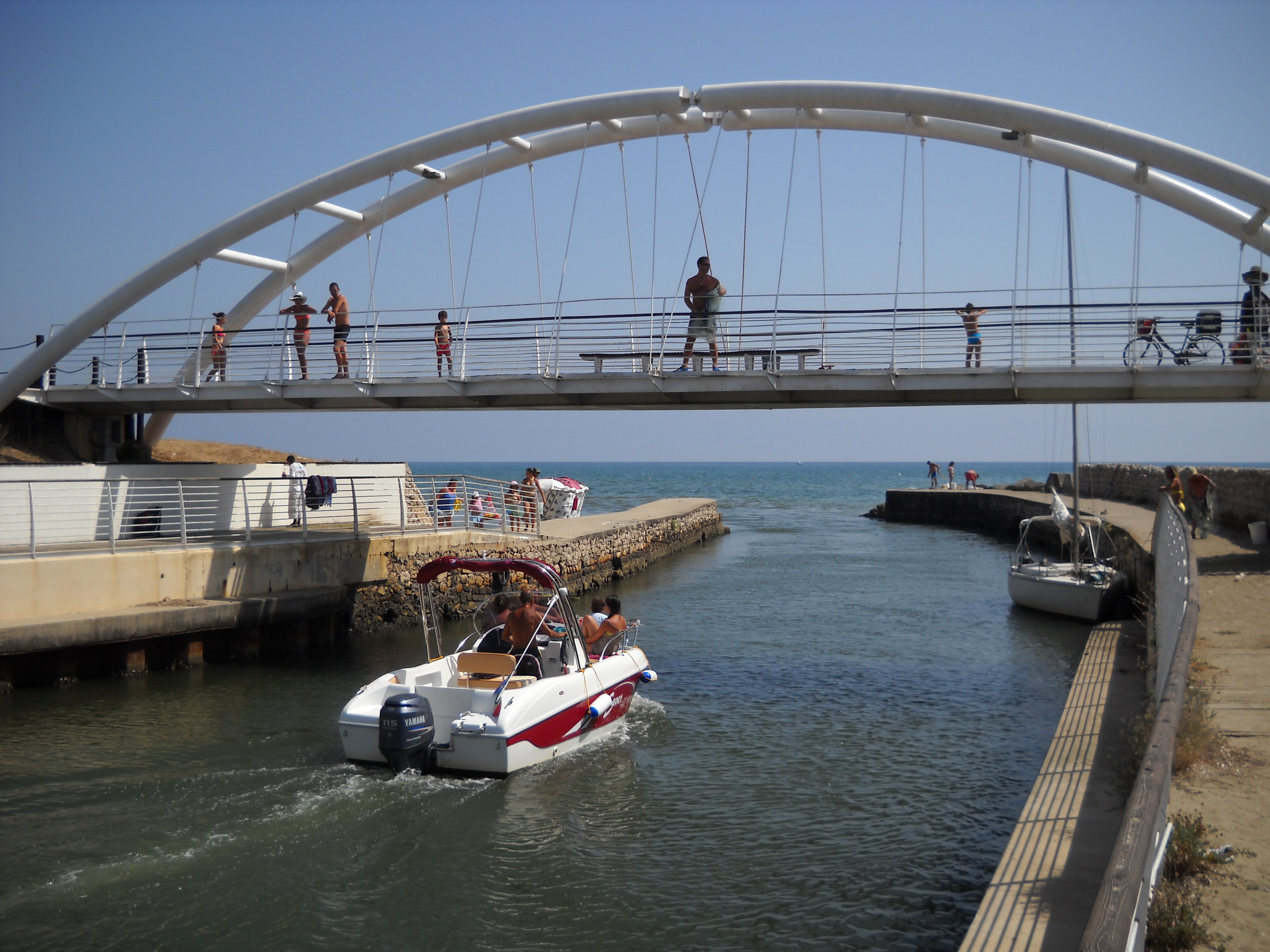
Il ponte sul Canale Sant'Anastasia presso la foce
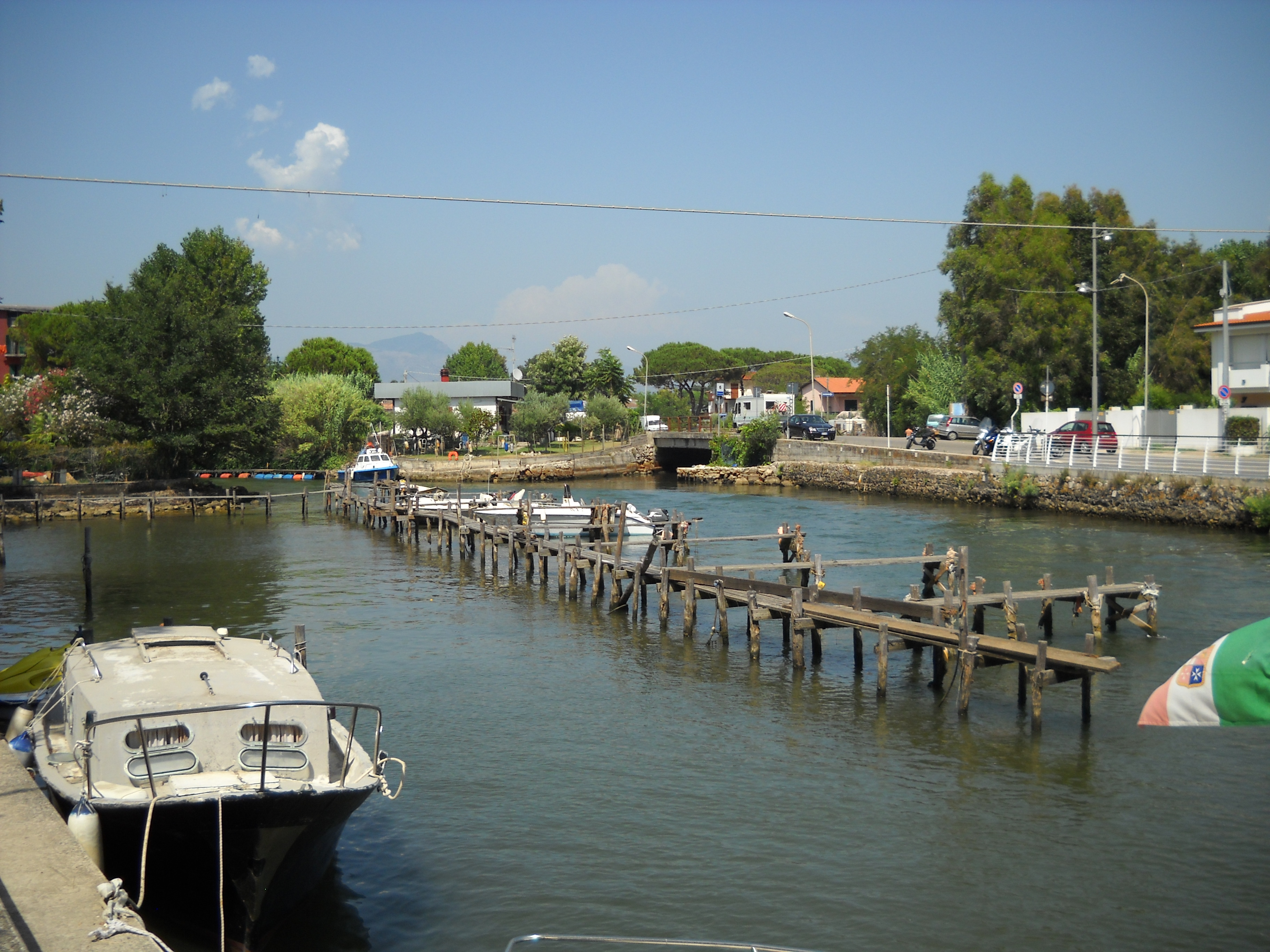
La marina del Canale Sant'Anastasia
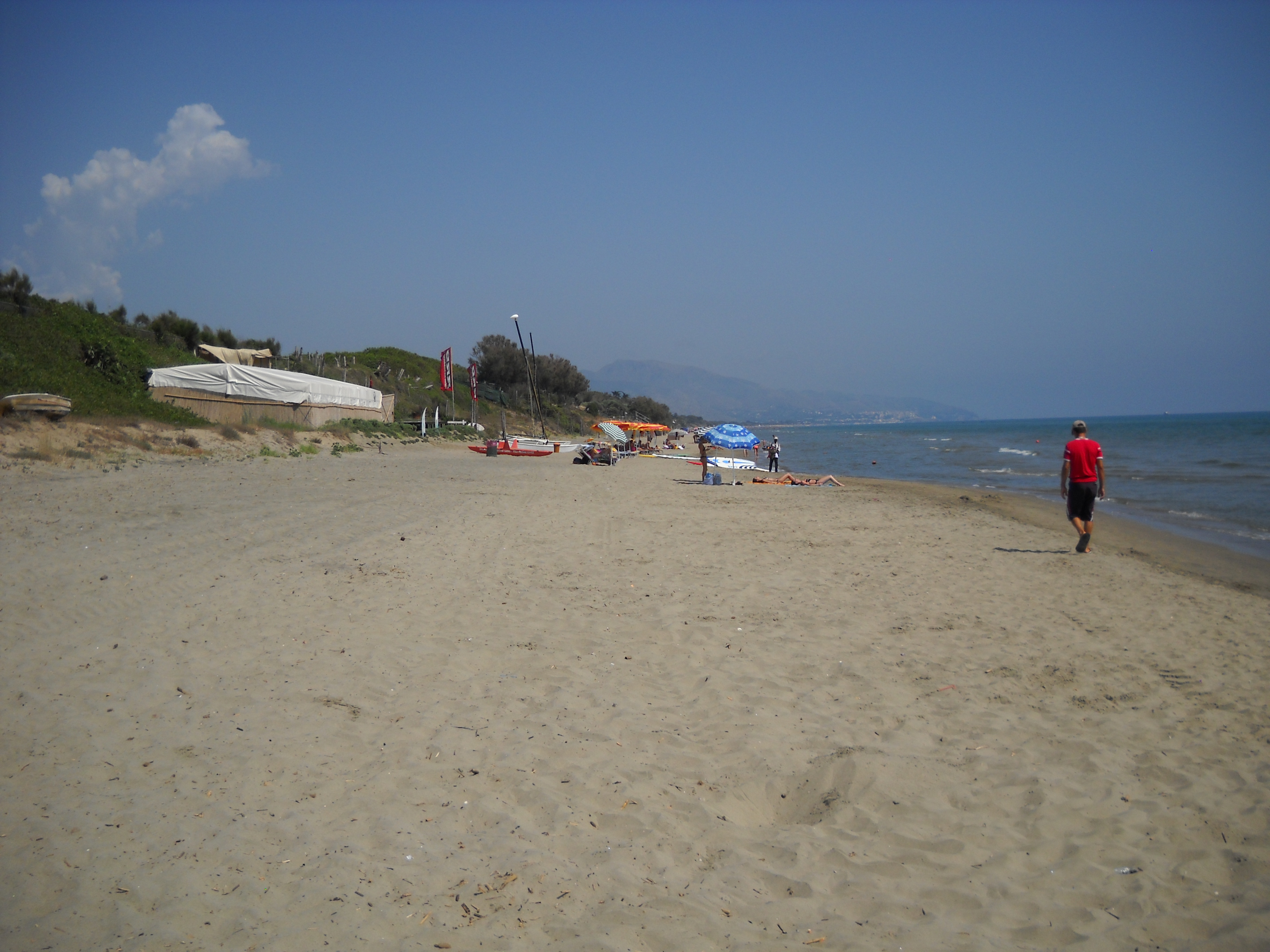
La spiaggia di Sant'Anastasia con Sperlonga sullo sfondo
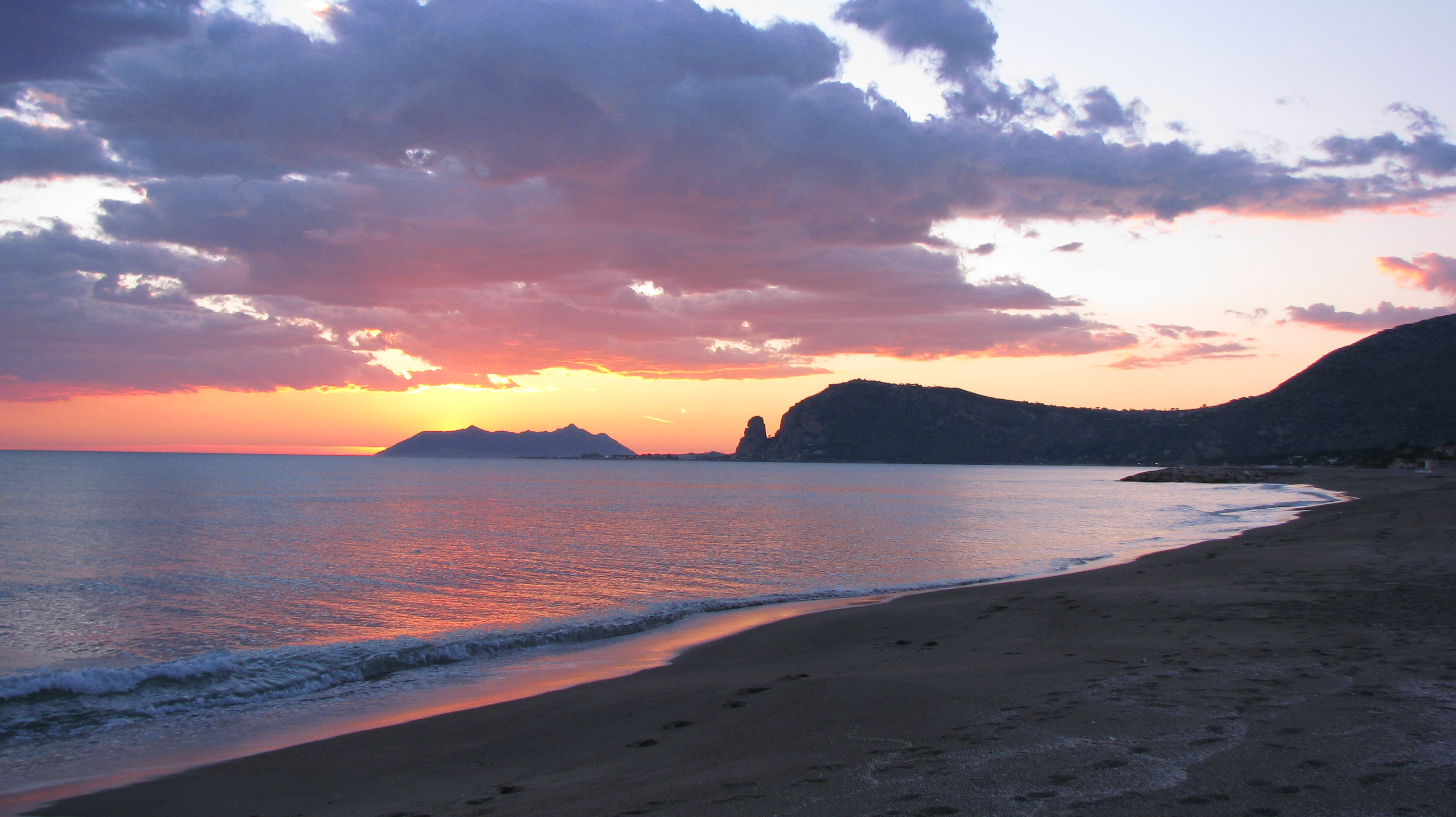
La spiaggia della Esso con il promontorio del Tempio di Giove Anxur (a Terracina) sullo sfondo

## Note

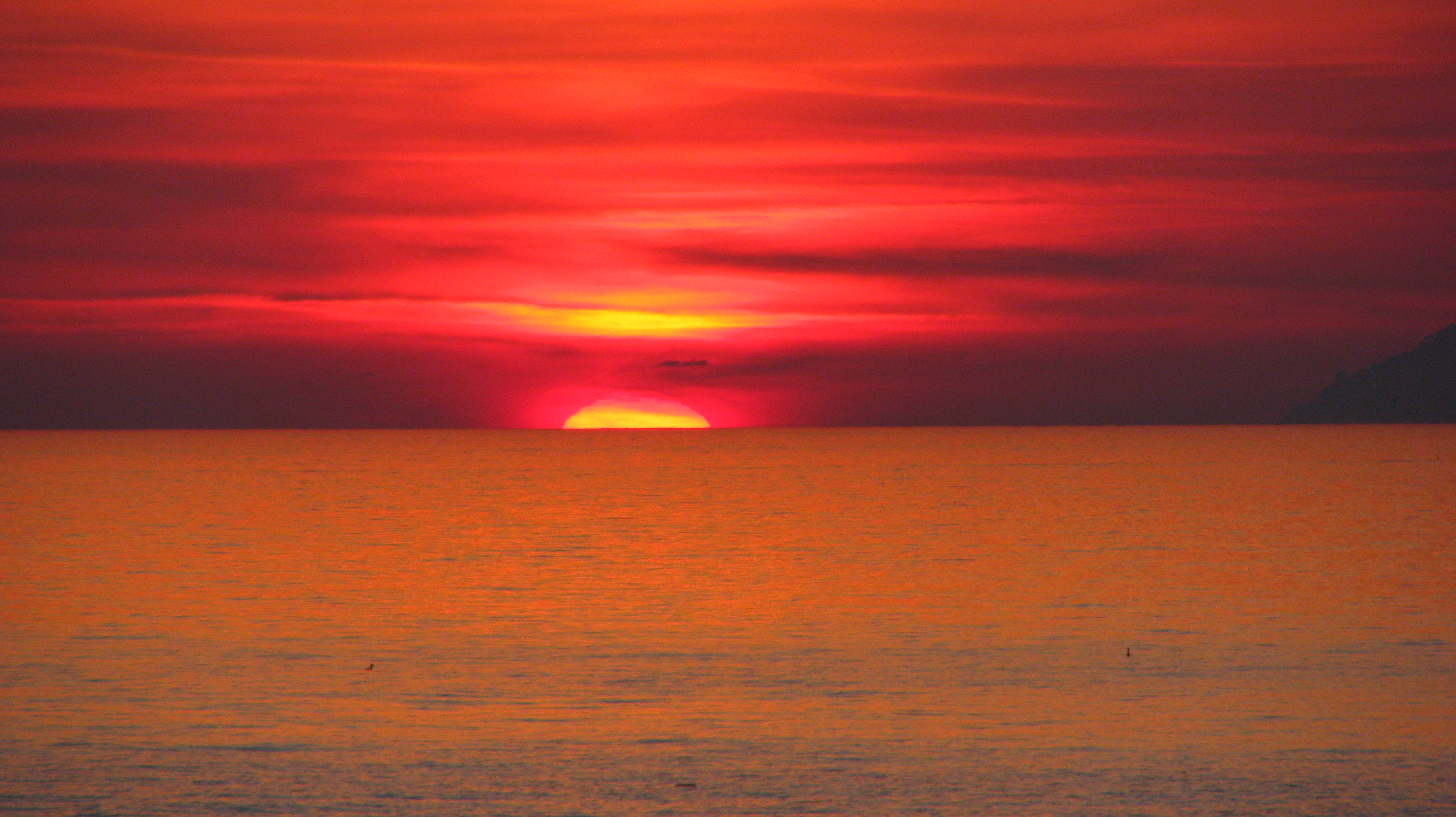
Tramonto sul litorale